# 塔爾基 (俄羅斯)
塔尔基（羅馬化：Tarki；库梅克语：Таргъу）是俄罗斯达吉斯坦共和国的市级镇，属共和国辖市马哈奇卡拉市，为该市内苏维埃区的一部分，位于塔尔基套山东侧。
该地2021年人口有15,931人；2010年人口15,356；2002年人口9,858；1989年人口3,743。